# Hemonystraat
De Hemonystraat is een straat in Amsterdam-Zuid, De Pijp. De straat kreeg in 1880 haar naam en is genoemd naar Pieter en François Hemony, klokkengieters.
De Hemonystraat loopt haaks op de Hemonylaan, die tien jaar later haar naam kreeg. Er zijn opvallende verschillen tussen de straten:
- de straat is nauw, zoals meerdere straten in De Pijp; de laan is breed
- de straat loopt noord-zuid, de laan west-oost
- de straat kent normale bouw voor de tijd waarin die aangelegd is; de laan heeft luxe huizen als bebouwing
- in de straat heeft sloop en grootschalige renovatie plaatsgevonden; in panden aan de laan was/is dat niet nodig
- de straat kent in Hemonystraat 9 en Hemonystraat 22 twee gemeentemonumenten; de laan kent geen monument
- het voormalige GEB-gebouwtje Hemonystraat 4 werd in 2018 bewerkt door kunstenaar Hugo Kaagman

De Hemonystraat begint aan de Stadhouderskade en eindigt bij de Ceintuurbaan. Er is echter ter plaatse geen doorgaand verkeer mogelijk. Delen van de straat zijn eenrichtingsverkeer en het middendeel is voetgangersgebied. Over de Stadhouderskade/Singelgracht gaat de straat verder als Oosteinde. Aan de zuidkant liep de straat ooit “stuk” op de Sint-Willibrorduskerk buiten de Veste, na de sloop van die kerk op een speelplaats.
De straat mist huisnummers 2 tot en met 10, behalve nummer 4 dat een kleine kiosk is. Ter plaatse waar de nummers 2 tot en met 10 hadden kunnen staan, is sprake van een open ruimte (teruggetrokken rooilijn).
Kunstenaar Sjoerd Kuperus heeft in de jaren vijftig een portret gemaakt van bezoekers aan het postkantoor gevestigd op Hemonystraat 45. Het postkantoor werd eind 20e eeuw gesloten.
De Hemonybrug ligt niet in de buurt van straat of laan. Zij overspant de Leidsegracht, nabij de plaats waar de broers hun werkplaats hadden.